# Clonia
Genre
Taxons de rang inférieur
- Clonia (Clonia)
- Clonia (Hemiclonia)
- Clonia (Leptoclonia)
- Clonia (Xanthoclonia)

Clonia est un genre d'orthoptères de la famille des Tettigoniidae et de la sous-famille des Saginae.

## Liste des espèces
- Clonia angolana A.P. Kaltenbach, 1971
- Clonia assimilis A.P. Kaltenbach, 1971
- Clonia burri Uvarov, 1942
- Clonia caudata Uvarov, 1942
- Clonia charpentieri A.P. Kaltenbach, 1971
- Clonia dewittei A.P. Kaltenbach, 1971
- Clonia ignota A.P. Kaltenbach, 1981
- Clonia jagoi A.P. Kaltenbach, 1971
- Clonia kalahariensis A.P. Kaltenbach, 1971
- Clonia kenyana Uvarov, 1942
- Clonia lalandei Saussure, 1888
- Clonia melanoptera (Linnaeus, 1758)
- Clonia minuta (Haan, 1842)
- Clonia multispina Uvarov, 1942
- Clonia saussurei A.P. Kaltenbach, 1971
- Clonia tessellata Saussure, 1888
- Clonia uvarovi A.P. Kaltenbach, 1971
- Clonia vansoni A.P. Kaltenbach, 1971
- Clonia vittata (Thunberg, 1789)
- Clonia wahlbergi Stål, 1855 (type)
- Clonia zernyi A.P. Kaltenbach, 1971